# マリオン・デイヴィス
マリオン・デイヴィス （Marion Davies、1897年1月3日 - 1961年9月22日）は、アメリカ合衆国で1920年代から1930年代にかけて活躍した映画女優。ニューヨーク州ブルックリン出身。新聞王ウィリアム・ランドルフ・ハーストの愛人として知られる。

## 生涯
本名はマリオン・セシリア・ドゥラス（Marion Cecelia Douras）。父親は裕福な家の出で、弁護士・裁判官であった。修道院で教育を受け、小さいころからマリオンは、女優になりたいという望みをもっていた。1916年、三人の姉に続いてジーグフェルド・フォリーズのショーガールに加わった。
ブロードウェイの舞台に立っている頃、新聞王ランドルフ・ハーストと出会い、その人生は大きく変わる。ハーストはマリオンをたいそう気に入り、彼女を愛人としてカリフォルニア州サン・シメオンにある豪邸「ハースト・キャッスル」に迎え入れる。メディア界最高のオーソリティーであったハーストは、金に物を言わせ、マリオンを世界一のスター女優にしようと、彼女のためだけのプロダクション会社「コスモポリタン」を設立。パラマウント、MGM、ワーナー・ブラザースなど、ハリウッド大手のメジャースタジオと提携し、有名監督を起用して、46本の主演映画を作らせたが、マリオンの演技力は乏しく、ハーストの20年に及ぶ投資（700万ドルともいわれる）の甲斐もなく、出るものすべてが不評に終わる。しかし豪華なコスチュームを身にまとう彼女の映画が大好きだったハーストも、『お人よし』や『活動役者』（ともに1928年作、キング・ヴィダー監督）で見せたコメディエンヌとしての才能を見抜くことはできなかった。『お人よし』の劇中では、当時の人気スターであるリリアン・ギッシュ、メイ・マレー、ポーラ・ネグリの物真似を披露している。
マリオンはハーストとの関係を初めは楽しんでいたが、寝室は別で、彼女は彼のことを「パパ」と呼んだ。マリオンの伝記作家のフレッド・ガイルズによれば、マリオンはたびたび相手役の俳優に夢中になったが、ハーストは自分では、彼女を充分に満足させられないことを承知しており、浮気は公認だった。喜劇王チャーリー・チャップリンとの仲も取り沙汰されたが、1924年、ハーストが主催する船上パーティで映画プロデューサーのトーマス・H・インスが謎の死を遂げる事件が起きた（このときの様子は映画『ブロンドと柩の謎』に詳しい）。
マリオンは吃音だったので、トーキー映画の出現で、映画にはもう出られないだろうと心配していたが、実際にはさほど障害にはならなかった。
「私の吃音を直すには、口に小石を入れるといいって誰かが言ってたわね。ええ、やってみたわ。でも、撮影の間に、それを飲みこんじゃったの。それでおしまい」
クラーク・ゲーブルやビング・クロスビーと共演し、華やかなダンスや歌声を披露したが、1937年ハーストの事業の崩壊とともに映画界から退いた。
1951年、ハーストが死んだその同じ年、マリオンは別の男性と結婚した。晩年は慈善事業にかかわっており、カリフォルニア大学ロサンゼルス校（UCLA）で子供の診療所を設立するために190万ドルを寄贈した。UCLAのメディカルセンターにはMarion Davies Clinicという名前が付いている。
1961年、マリオンはガンのためにロサンゼルスの病院で亡くなった。
映画『市民ケーン』に出てくるスーザン・アレキサンダーは彼女がモデルとされている。

## 主な出演作品

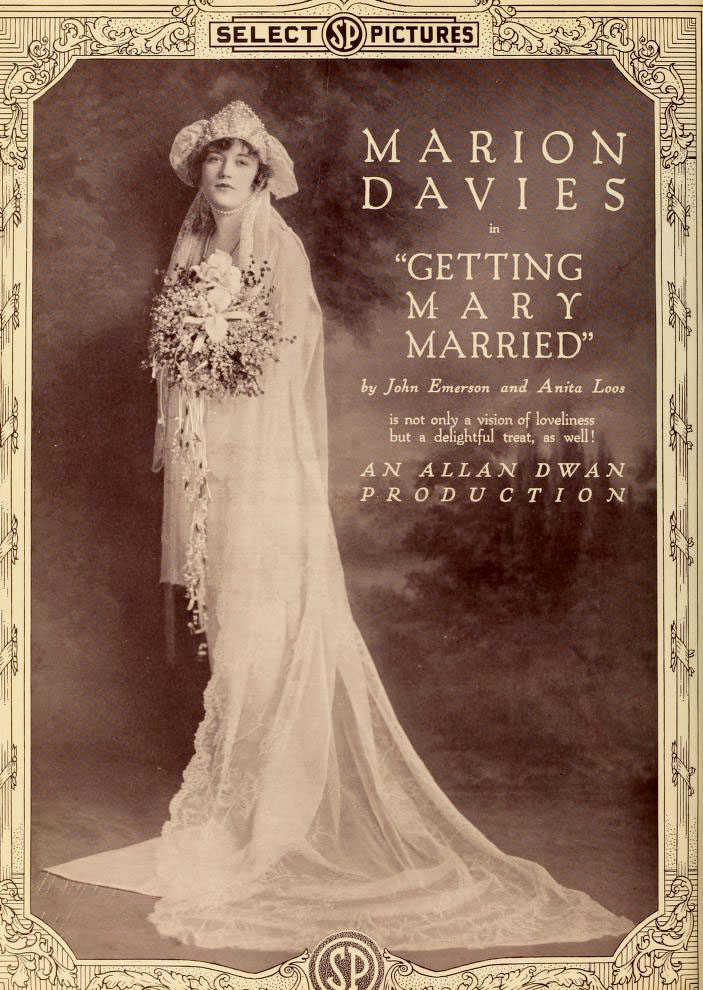
Getting Mary Married, 1919

- 『栄光は輝く』 The Belle of New York （1919年）
- 『明けゆく愛』 The Cinema Murder （1919年）
- 『暗黒の妖星』 The Dark Star （1919年）
- 『嘘御免』 April Folly （1920年）
- 『絶海の血烟』 Buried Treasure （1921年）
- 『絶世の美女』 Enchantment （1921年）
- 『美人の価値』 Beauty's Worth （1922年）
- 『若きダイアナ』 The Young Diana （1922年）
- 『武士道華かなりし頃』 When Knighthood Was in Flower （1922年）
- 『アダムとエヴァ』 Adam and Eva （1923年）
- 『懐しの紐育』 Little Old New York  （1923年）
- 『ヨランダ姫』 Yolanda （1924年）
- 『建国の乙女』 Janice Meredith （1924年）
- 『荒野の孤児』 Zander the Great （1925年）
- 『クォリティ街』 Quality Street （1927年）
- 『お人よし』 The Patsy （1928年）
- 『活動役者』 Show People （1928年）ウィリアム・ヘインズ共演
- 『恋愛戦線』 Marianne （1929年）
- 『ハリウッド・レヴィユー』 The Hollywood Revue of 1929 （1929年）
- 『恋愛古典風景』 The Florodora Girl （1930年）
- Five and Ten （1931年）レスリー・ハワード共演
- 『地獄のサーカス』 Polly of the Circus （1932年）クラーク・ゲーブル共演
- Blondie of the Follies （1932年）ロバート・モンゴメリー共演
- 『わが心の灯』 Peg o' My Heart （1933年）
- 『虹の都へ』 Going Hollywood （1933年）ビング・クロスビー共演
- 『砲煙と薔薇』 Operator 13 （1934年）ゲイリー・クーパー共演
- Page Miss Glory （1935年）パット・オブライエン、ディック・パウエル共演
- Hearts Divided （1936年）ディック・パウエル共演
- 『スタアと選手』 Cain and Mabel （1936年）クラーク・ゲーブル共演
- 『作家と御婦人』 Ever Since Eve （1937年）ロバート・モンゴメリー共演

## 日本での紹介文献
- 〈喜劇映画〉を発明した男　帝王マック・セネット、自らを語る（マック・セネット著、石野たき子訳／新野敏也監訳、2014年、作品社 ISBN 4861824729）

## 参照
1. 1 2  “Marion Davies”.  IMDb. 2008年6月26日閲覧。
2. ↑  「バラのつぼみ『市民ケーン』と新聞王ハースト」マジソンズ
3. ↑  “Sea Captain wed to Marion Davies. Ex-Actress Protegee of Hearst Married in Surprise Service by Las Vegas Justice. Hearst Kinship Disputed Hearst Agreement Discussed.”. New York Times. Associated Press. (1951年11月1日) 2007年7月21日閲覧。
4. ↑  “ULCA: Facts & History”. 2007年12月19日時点のオリジナルよりアーカイブ。2008年4月4日閲覧。